# Ханкин, Иехошуа
Иехошуа Ханкин (26 декабря 1864, Кременчуг, Российская империя — 11 ноября 1945, Тель-Авив, Палестина) — еврейский сионистский деятель. Один из основателей Ришон-ле-Циона, а в дальнейшем организатор покупки еврейскими организациями больших земельных участков в Палестине, на которых впоследствии строились Реховот, Хадера, еврейские кварталы Тель-Авива, Иерусалима и Хайфы.

## Биография
Иехошуа Ханкин родился в 1864 году в Кременчуге в семье еврея-арендатора Исраэля-Лейба (или Иегуды-Лейба) Ханкина и его жены Сары. Исраэль-Лейб занимался сельским хозяйством, арендуя землю у немцев-колонистов.
Окончив хедер, Иехошуа был принят в русскую гимназию, где окончил семь классов, успев вступить за это время в народническую группу. Однако еврейские погромы на юге России заставили семью Ханкиных в 1882 году покинуть страну и перебраться в Палестину. Там они снова занялись земледелием на купленном у местных арабов участке. Ханкин-старший стал одним из основателей еврейской мошавы Ришон-ле-Цион. Когда новые поселенцы попали в трудное финансовое положение, денежную помощь им оказал филантроп Эдмон де Ротшильд, но вскоре самоуправство назначенных им для ведения дел чиновников привело к конфликту с поселенцами. Одним из первых восставших против диктата назначенцев стал Ханкин, чьё хозяйство изначально не нуждалось в экономической поддержке. В итоге семья Ханкиных в 1887 году была вынуждена покинуть Ришон-ле-Цион и осела в Гедере, основанной членами движения «БИЛУ». На следующий год Иехошуа женился там на Ольге (Эльке) Белкинд.
Иехошуа Ханкин продолжил дело выкупа земель для еврейских поселений после смерти отца. Он освоил арабский язык, тесно познакомился с местными обычаями и наладил деловые (а порой и дружеские) отношения с османскими чиновниками, став одной из важнейших фигур в деле «освобождения земли». На нескольких тысячах дунамов, приобретённых им в 1890 году, начал строиться Реховот, на другом участке площадью в несколько десятков тысяч дунамов, выкупленном через год, — Хадера. Долгая борьба Ханкина за право покупки земель в Изреельской долине длилась до 1909 года, что было связано со введённым административным запретом на въезд и покупку земли для евреев России и Румынии. Тем не менее Ханкину удалось добиться разрешения на покупку; первая сделка была заключена на участок земли площадью свыше 120 тысяч дунамов, за которым последовали и другие. На землях, приобретённых им в Изреельской долине, были впоследствии основаны, в частности, поселения Эйн-Харод, Тель-Йосеф и Нахалал. Ханкин активно содействовал воплощению в жизнь идей «еврейского труда», а когда в 1907 году были сформированы отряды еврейской самообороны «Ха-Шомер», лично договорился об использовании их услуг с руководством поселения Седжера в Галилее.
После начала мировой войны Ханкин среди прочих «подрывных элементов» был выслан османскими властями из Палестины во внутренние районы империи и некоторое время прожил в Бурсе. После возвращения в Палестину в 1918 году он попытался пойти добровольцем в Еврейский легион, но получил отказ из-за непризывного возраста.
Вернувшись в Палестину, Ханкин продолжил деятельность по скупке земли. В эти годы его основные усилия были сосредоточены в Галилее и Хайфе, которую он мечтал превратить в еврейский город; Ханкиным в частности были приобретены значительная часть горы Кармель и почти все земли на побережье Хайфского залива. В общей сложности он скупил в долинах Звулун, Бейт-Шеан, Шарон и Шфела, а также в Негеве свыше 600 тысяч дунамов земли, в том числе порядка 20 тысяч дунамов под новые еврейские кварталы Хайфы, Тель-Авива и Иерусалима.
С 1932 года Ханкин возглавлял компанию «Хахшарат ха-ишув», занимавшуюся централизованной скупкой земель для еврейских организаций. Через Ханкина приобретались земельные участки для Еврейского колонизационного общества (ИКА) и Еврейского национального фонда, а также для отдельных поселенческих групп и иностранных инвеститоров. Им лично были основаны поселения Ган-Хаим в долине Шарон (получившее название в честь Хаима Вейцмана, бывшего одним из инвеститоров), Кадима, Мерец и Йокнеам.
Разработав в 1926 году десятилетний план, в рамках которого предусматривалась покупка четырёх миллионов дунамов земли, Ханкин долго добивался принятия этого плана лидерами Всемирной сионистской организации. В рамках этого же плана предполагалось в двадцатилетний срок создание на приобретённых в Палестине землях десяти еврейских городов с общим населением 650 тысяч человек и 200 посёлков с общим населением 200 тысяч. В 1929 году увенчалась успехом почти сорокалетняя борьба Ханкина за приобретение земель под еврейские поселения в долине Хефер.
Иехошуа Ханкин скончался в Тель-Авиве в 1945 году, незадолго до запланированных в еврейском ишуве празднеств в честь его 80-летия. Похоронен рядом с женой на приобретённом задолго до этого участке на склоне горы Гильбоа.

## Признание заслуг
Заслуги Иехошуа Ханкина в деле еврейского поселенческого движения были отмечены как при жизни, так и после смерти. В 1934 году ему было присвоено звание почётного гражданина Тель-Авива. Имя Ханкина присвоено мошаву Кфар-Иехошуа (Изреельская долина), улицам в Хайфе и Афуле. В честь его жены Ольги Ханкиной, одной из первых дипломированных акушерок в Палестине, названо поселение  Гиват-Ольга (ныне район в составе Хадеры). Имя Ханкина носит премия Еврейского национального фонда, присуждаемая за научные или образовательные работы в области истории поселенческого движения. В 2003 году почта Израиля выпустила марку в его честь.